# Mihai Bravu (Tulcea)
Mihai Bravu è un comune della Romania di 2 538 abitanti, ubicato nel distretto di Tulcea, nella regione storica della Dobrugia. 
Il comune è formato dall'unione di 3 villaggi: Mihai Bravu, Satu Nou, Turda.